# Scomberesox
Scomberesox è un genere di pesci ossei marini appartenente alla famiglia Scomberesocidae.

## Distribuzione e habitat
Il genere si incontra in tutti i mari e gli oceani, tranne alle latitudini più elevate. Si tratta di pesci pelagici. Nel mar Mediterraneo è presente una specie: S. saurus.

## Specie
- Scomberesox saurus
- Scomberesox scombroides
- Scomberesox simulans[1]